# Batalha de Azaz (2012)
A Batalha de Azaz foi uma batalha entre o Exército Árabe Sírio (EAS) e o Exército Livre Sírio (ELS) pela cidade de Azaz, a norte de Alepo, durante os primeiros tempos da Guerra Civil Síria.

## Primeira ofensiva
A 6 de março, os rebeldes do Exército Livre Sírio capturaram várias localidades a norte de Alepo e começaram a atacar a cidade de Azaz. Com diversos desertores das tropas governamentais, após repressão estatal em diversos pontos da região de Alepo contra apoiantes da Oposição Síria, Azaz tornou-se o foco de uma dura batalha entre o Exército Árabe e o Exército Livre, composto por desertores do EAS e civis armados, em finais de março. 3 soldados foram mortos pelo ELS durante os confrontos em março de 2012. A 23 de maio, as tropas governamentais lançaram um assalto a Azaz. Com colunas blindadas a aproximarem-se da cidade apoiadas por helicópteros e artilharia, elas encontraram uma forte resistência das forças rebeldes compostas por diversas brigadas. Ao longo dos três dias seguintes, as forças governamentais tentaram capturar vários bairros controlados pelos rebeldes. Durante a tarde de 26 de maio, os rebeldes conseguiram expulsar as forças governamentais da cidade, destruindo cinco veículos blindados.

## Segunda ofensiva
No início de julho, as tropas governamentais iniciaram uma nova ofensiva no norte de Alepo. Mais uma vez, o foco da ofensiva foi Azaz, que foi alvo de bombardeamentos por parte das forças governamentais a 2 de julho. O combate por Azaz continuou até 19 de julho, quando as forças rebeldes recuperaram controlo sobre a cidade. O Exército Árabe Sírio retirou-se para a Base Aérea de Minnakh, que continuava operacional. A 23 de julho, foi confirmado que o ELS tinha recuperado controlo total sobre a cidade de Azaz. Os rebeldes afirmaram que 17 tanques das forças governamentais e um tanque tinha sido capturado, embora um jornalista tenha referido que 7 tanques tinham sido destruídos.
Num vídeo da batalha mostra o mecanismo de sucesso dos rebeldes contra armadura das forças do governo sírio. Um número de factores contribuíram para o sucesso das forças rebeldes. Um dos principais factores de sucesso foi a quantidade de munições possuída pelas forças rebeldes. Graças à proximidade de Azaz com a Turquia, os rebeldes tinham acesso fácil a armas, munições e reforços através do posto fronteiriço de Kilis. A Brigada Tawhid afirmou ter recebido apoio de diversos países estrangeiros. Um porta-voz desta Brigada afirmou que os rebeldes receberam 700 munições de RPG-7, 300 espingardas e 3.000 granadas em dois envios efectuados coordenados pelos Estados Unidos e a Turquia. 

## Consequências
A 16 de dezembro, aviões da Força Aérea Árabe Síria bombardearam a cidade. A maioria das bombas atingiram o centro de Azaz, cerca de três quilómetros da fronteira turca numa área dominada pelos rebeldes, com uma das bombas a cair a cerca de 500 metros da fronteira com a Turquia. Estes ataques causaram pânico num campo de refugiados Sírios na Turquia. Milhares de habitantes de Azaz tentaram fugir da cidade para a Turquia. Azaz foi novamente bombardeada em 26 de janeiro de 2013.